# Sawyer Hannay
Sawyer Hannay, född 6 september 1992 i Moncton, New Brunswick, är en kanadensisk före detta professionell ishockeyspelare (back). Han valdes i sjunde rundan av Vancouver Canucks, som 205:e spelare totalt i NHL Entry Draft 2010.